# Konstantinos Manos
Konstantinos Manos - em grego Κωνσταντίνος Μάνος - (Atenas,1869 - Lagkadas,1913) foi um poeta, esportista e político grego.